# Gudō Tōshoku
Gudō Tōshoku (ur. 1577, zm. 1661; jap. 愚堂東宴) – japoński mistrz zen szkoły rinzai, wybierany trzykrotnie opatem Myōshin-ji.

## Życiorys
W wieku 8 lat wstąpił do klasztoru. Jeszcze jako młody człowiek rozpoczął podróż po japońskich klasztorach szkoły rinzai. Był uczniem mało znanego mistrza zen Yozana Keiyo. W 1628 roku osiągnął oświecenie.
Dzięki swojemu zrozumieniu zenu stał się wkrótce bardzo znany w kręgach buddyjskich. Wieści o nim dotarły również do pałacu cesarskiego i po jakimś czasie Gudō został prywatnym nauczycielem emerytowanego cesarza Go-Yōzeia (後陽成, pan. 1586-1611). Doprowadził cesarza do oświecenia.
Cesarz spytał: "A więc powiedz mi, człowiek osiąga oświecenie - co dzieje się z nim po śmierci?"
Gudō odparł: "Nie wiem".
Cesarz powiedział: "Ty nie wiesz? Czyż nie jesteś oświeconym nauczycielem?"
Gudō rzekł: "Jestem. Ale nie zmarłym".
Cesarz nie wiedział co począć dalej, gdy Gudō klepnął oboma dłońmi podłogę i cesarz w tym momencie został oświecony.
Dzięki cesarskiemu wsparciu Gudō podróżował po całej Japonii odbudowując i zakładając nowe świątynie i klasztory.
Został wybrany trzykrotnie w różnych okresach czasu opatem najbardziej wówczas prestiżowego klasztoru Myōshin. Był przekonany o konieczności przeprowadzenia reform w szkole rinzai, jednak nie miał dość energii, aby je przeprowadzić.
Był dość niechętny chińskim mistrzom chan i nie zgodził się na zaproszenia do Myōshin-ji Yinyuana Longqi. Pośrednim skutkiem tego było powstanie szkoły zen ōbaku.
Przed śmiercią napisał: "Moje zadanie jest ukończone. Teraz, ci którzy idą za mną, muszą pracować dla dobra całej ludzkości".
Zmarł 1 dnia 10 miesiąca 1661 roku.
Otrzymał pośmiertny tytuł Daien Hōkan Kokushi.

## Linia przekazu Dharmy zen
Pierwsza liczba oznacza liczbę pokoleń od Pierwszego Patriarchy chan w Indiach Mahakaśjapy.
Druga liczba oznacza liczbę pokoleń od Pierwszego Patriarchy chan w Chinach Bodhidharmy.
Trzecia liczba oznacza początek nowej linii przekazu w innym kraju.
- 52/25. Songyuan Chongyue (1139–1209
  - 53/26. Wuming Huixin (bd)
    - 54/27. Lanxi Daolong (1213–1278)

  - 53/26. Yun’an Puyan (1156–1226)
    - 54/27. Xutang Zhiyu (1185–1269)
      - 55/28/1. Nampo Jōmyō (1235–1309) (także Shōmyō; Daiō Kokushi) Japonia. Szkoła rinzai.
        - 56/29/2. Hōō Soichi (1274–1357)
          - 57/30. Daichū Sōshin (bd)
            - 58/31. Gettan Sōkō (1326–1389)

        - 56/29. Shūhō Myōchō (1282–1338) (także Daitō Kokushi)
          - 57/30. Tettō Gikō (1295–1369)
          - 57/30. Kanzan Egen (także Muso Daishi) (1277–1360)
            - 58/31. Juō Sōhitsu (1296-1380)
              - 59/32. Muin Sōin (1326-1410)
                - 60/33. Nippo Soshun? (1368-1448) niepewny
                  - 61/34. Sekkō Sōshin (także Tozen) (1408-1486)
                    - 62/35. Tokūho Zenketsu (1419-1506)
                      - 63/36.
                        - 64/37.
                          - 65/38. Daigu Sōchiku (1584-1669)
                          - 65/38. Ungo Kiyō (1583-1659)

                    - 62/35. Tōyō Eichō (1429-1504)
                      - 63/36. Yozan Keiyo (bd) 
                        - 64/37. Gudō Tōshoku (1577–1676)
                          - 65/38. Kengan Zen’etsu (1623–1701)
                            - 66/39. Kogetsu Zenzai (1667–1751)
                              - 67/40. Gessen Zenne (1702–1781)
                                - 68/41. Sengai Gibon (1750–1837)

                          - 65/38. Isshi Monju (1608–1646)
                          - 65/38. Shidō Munan (Bunan) (1603–1676)
                            - 66/39. Dōkyō Etan (także Shoju Rojin) (1642–1721)
                              - 67/40. Hakuin Ekaku (1685–1768)